# Pistol Grip
Pistol Grip est un groupe de street punk américain, originaire de Walnut, en Californie.

## Biographie
Pistol Grip est en 1997 à Walnut, près de Los Angeles, en Californie,. Leur style musical est décrit d'un mixte des sons punk britanniques et californien avec des paroles anti-religieuses et quasi-politiques. Le groupe accumulera une grande popularité locale en jouant avec The Adicts, Agnostic Front, The Generator, Youth Brigade et The Unseen. 
Leur premier disque du groupe est un split, enregistré aux côtés Fully Loaded, et publié en 1999. L'album retiendra l'attention du label BYO Records, auquel le groupe signera en 2001. Dès lors, ils enregistrent trois albums studio. Le premier s'intitule The Shots from the Kalico Rose,, publié la même année, le 29 mai, qui s'inspire principalement de groupes des années 1970 tels que The Clash, Stiff Little Fingers, et Sham 69. En 2002, leur split Sounds of the Street Vol. 1 est réédité par le label. En 2003, BYO Records publie leur deuxième album studio, Another Round,.
Le 10 août 2004 sort leur quatrième album, Tear It All Down,,,. Ils filmeront aussi un DVD intitulé, Live at the Glass House, qui est sorti en 2003 en partie avec la série Kung Fu Records, The Show Must Go Off.

## Membres
- Stax - chant
- Hollywood - guitare, chant
- Chris - guitare
- Slowey - basse
- Boxcar Kelley - batterie

## Discographie
- 1999 : Sounds of the Street Vol. 1 (split avec Fully Loaded ; réédité en 2002)
- 2001 : The Shots from the Kalico Rose
- 2003 : Another Round
- 2004 : Tear It All Down
- 2007 : Machines of String Theory in C#m

## Vidéographie
- 2003 : Live at the Glass House (DVD live) (Kung Fu Records)